# Alberto Goldman
Alberto Goldman (São Paulo, 12 de octubre de 1937-São Paulo, 1 de septiembre de 2019) fue un político brasileño. Fue vicegobernador de São Paulo entre 2007 y 2010, Ministro de Transporte durante el gobierno de Itamar Franco y ocupó, interinamente, la presidencia del PSDB.

## Biografía
Era hijo de inmigrantes judíos nacidos en el pueblo de Opole Lubelskie (Polonia). Sus padres eran comunistas marxistas, lo cual, desde su infancia, influyó en su formación política. Alrededor de 1956, cuando era estudiante universitario, se unió al Partido Comunista Brasileño, que operaba en la clandestinidad, ya que su existencia estaba prohibida desde 1948. Se graduó en ingeniería civil en la Escuela Politécnica de la Universidad de São Paulo.

## Carrera pública
Durante el período de mayor represión por parte del gobierno militar brasileño, el Movimiento Democrático Brasileño acogió a miembros del Partido Comunista Brasileño. Con una campaña realizada por militantes de ese partido, Goldman fue elegido diputado estatal de São Paulo por el MDB en 1970, y fue reelegido en 1974, obteniendo 75 mil votos, el segundo más votado, mientras el candidato de ARENA (partido de gobierno a favor de la dictadura militar) fue el mejor ubicado obtuvo 48.000 votos. Su popularidad y sus convicciones comunistas hizo que siempre estuviera bajo amenaza del juicio político, y sus teléfonos fueran monitoreados permanentemente por cuerpos políticos de represión.
Fue diputado estatal hasta 1979, cuando pasó a ser diputado federal, siendo reelegido varias veces a la Cámara de Diputados. En total, ocupó seis legislaturas, cuatro de las cuales fueron consecutivas.
Continuó en el recién creado PMDB en 1980, cuando se extinguió el MDB. Debido al final de la dictadura militar, hubo libertad de asociación política en Brasil en 1985. Goldman se convirtió entonces oficialmente en miembro del Partido Comunista Brasileño, que recientemente había salido de la clandestinidad. En 1986, se postuló por el PCB para la vacante de diputado federal por São Paulo en la Asamblea Nacional Constituyente. Sin embargo, el bajo nivel proporcional de votos recibido por el partido hizo inviable su elección. Sin mandato, al año siguiente volvió al PMDB.
En 1990, en las elecciones de octubre, regresa a la Cámara de Diputados. Votó a favor de la destitución del presidente Fernando Collor en la sesión del 29 de septiembre de 1992. Comandó el Ministerio de Transporte (1992-1993) bajo la presidencia de Itamar Franco, iniciando la duplicación de las carreteras Fernão Dias y Régis Bittencourt.
Como diputado federal, fue miembro del Comité de la Cámara de Diputados en visita a la URSS (1984), observador parlamentario en el 50.º Período de Sesiones de la Asamblea General de las Naciones Unidas (1995), y participante en la 4.º Conferencia Internacional de Autoridades Federales y Estatales (Jerusalén, 1995).
En 1996, se postuló para la presidencia nacional del PMDB, perdiendo por un solo voto. Al año siguiente, se pasó al PSDB, asumiendo poco después la primera vicepresidencia nacional del partido.
Continuó como diputado federal por el PSDB, fue presidente de la comisión que reestructuró el sector eléctrico, relator de la Comisión Especial de Telecomunicaciones (su actuación fue considerada decisiva en la aprobación del nuevo ordenamiento jurídico de privatizaciones), ponente de la Comisión que rompió las patentes de las multinacionales farmacéuticas, representante de la Cámara de Diputados en la 5.º Conferencia Internacional de Ministros y Parlamentarios de Origen Judío (Jerusalén, 1998). 
Fue elegido vicegobernador de São Paulo por el PSDB en la candidatura de José Serra, asumió el 1 de enero de 2007, dejando el mandato de diputado federal a Silvio Torres. Además de ocupar el cargo de vicegobernador, también fue jefe de cartera de la Secretaría de Estado de Fomento (antes Ciencia y Tecnología).
Con la renuncia de José Serra, asumió el Gobierno del Estado de São Paulo el 2 de abril de 2010 y ocupó el cargo hasta el 1 de enero de 2011, cuando transfirió el cargo a Geraldo Alckmin. Fue el primer judío en ocupar este cargo, así como el primer excomunista en ocuparlo como titular. También fue el gobernador de mayor edad en asumir el cargo (72 años, superando a Cláudio Lembo). 

## Muerte
Goldman fue internado en el Hospital Sírio-Libanês, en São Paulo, donde fue intervenido quirúrgicamente. Sin embargo, su salud se deterioró y culminó con su fallecimiento el 1 de septiembre de 2019.